# Mesanthemum jaegeri
Mesanthemum jaegeri là một loài thực vật có hoa trong họ Eriocaulaceae. Loài này được Jacq.-Fél. mô tả khoa học đầu tiên năm 1947.